# Lissocreagris nickajackensis
Lissocreagris nickajackensis är en spindeldjursart som först beskrevs av William B. Muchmore 1966.  Lissocreagris nickajackensis ingår i släktet Lissocreagris och familjen helplåtklokrypare. Inga underarter finns listade i Catalogue of Life.